# Ministère de l'Environnement (Italie)
Le ministère de l'Environnement et de la Sécurité énergétique (en italien : Ministero dell'ambiente e della sicurezza energetica, MiTE) est le département ministériel responsable de la protection de la biodiversité, de l'énergie, de la lutte contre le changement climatique, des déchets, du développement durable, de l'eau et de la mer en Italie.
Il est dirigé par Gilberto Pichetto Fratin depuis le 22 octobre 2022.

## Fonctions

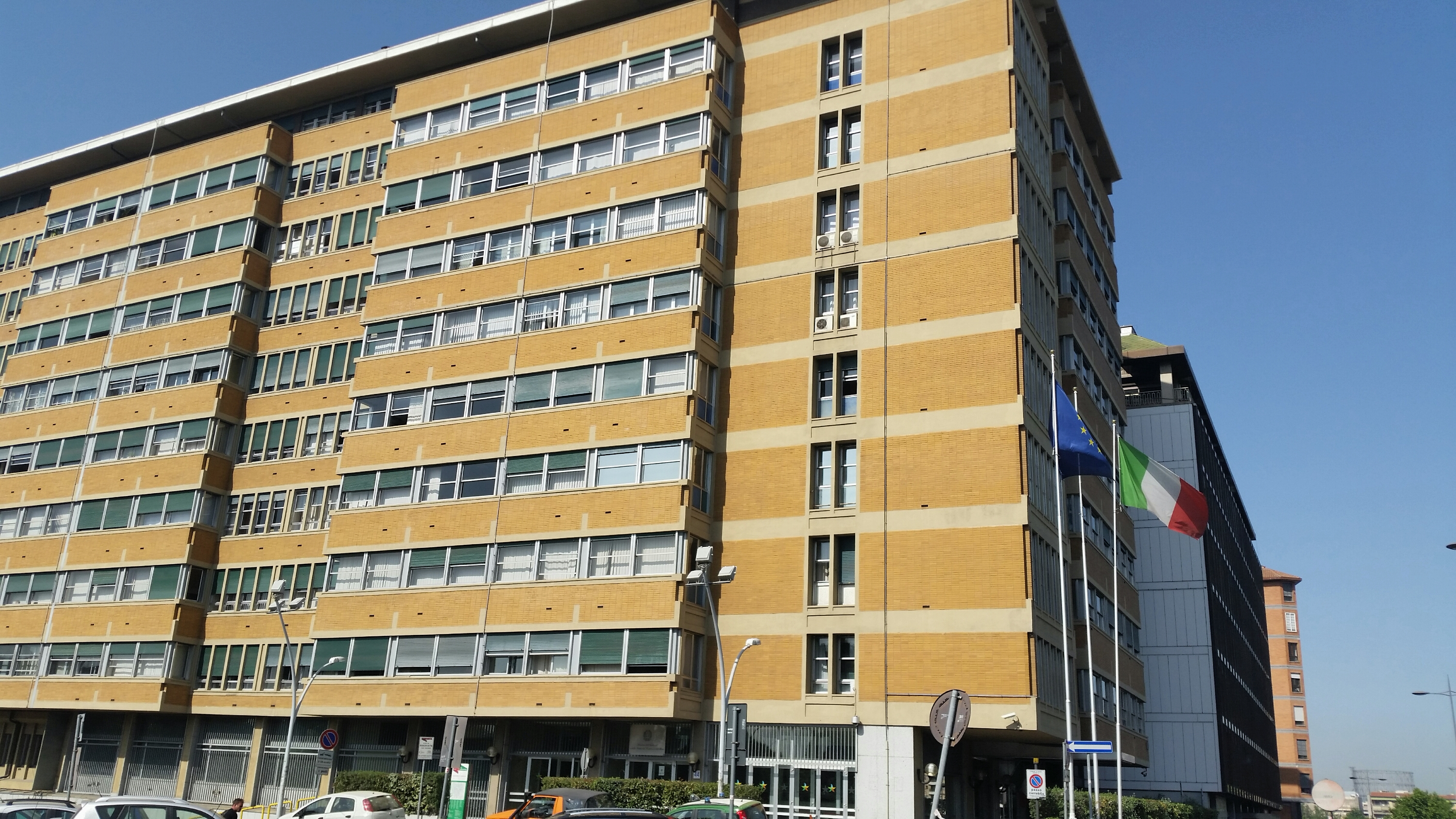
Les locaux du ministère en 2015.

Le ministère de l'Environnement est compétent pour la protection de l'environnement, du patrimoine marin, atmosphérique et d'écosystème.

## Historique

### Histoire
Le « ministère de l'Environnement » (Ministero dell'Ambiente) est créé le 1er août 1986, avec la formation du gouvernement Craxi II. Il récupère alors les fonctions exercées dans ce domaine par le ministère pour les Biens culturels et environnementaux (Ministero per i Beni Culturali e Ambientali, MIBCA), qui conserve d'ailleurs ce titre jusqu'en 1998, et par le département de l'Écologie (Dipartimento della Ecologia) de la présidence du Conseil des ministres.
Avec la « réforme Bassanini » du 30 août 1999, il prend le nom de « ministère de l'Environnement et de la Protection du territoire » (Ministero dell'Ambiente e della Tutela del Territorio), puis, lors de la formation du gouvernement Prodi II le 17 mai 2006, il obtient sa dénomination actuelle, ce que confirme un décret législatif survenu deux mois plus tard.

### Titulaires
Depuis sa création, il a été occupé par plus d'une quinzaine de personnes, dont quatre membres de la Fédération des Verts (FDV). Paolo Baratta, ministre sous le gouvernement Dini, était également ministre des Travaux publics.